# 龙山路街道 (威海市)
龙山路街道，是中华人民共和国山東省威海市文登区下辖的一个乡镇级行政单位。

## 行政区划
龙山路街道下辖以下地区：
七里水头社区、谢家庄社区、江家庄社区、河埠庄社区、柳林社区、横山社区、大观园社区、西龙格社区、泊子社区、三里河社区、西凤凰台社区、生产社区、西楼社区、大众社区、吴家庵村、茅埠屯村、王家疃村、宁阳村、东杨格村、十里庄村、沙子村、管庄村、李家汤后村、西汤后村、马家汤后村、北陡埠村和王埠庄村。